# Клишевичи (Дятловский район)
Клишевичи (бел. Клішаві́чы) — деревня в Дятловском районе Гродненской области Белоруссии. В составе Даниловичского сельсовета.

## География
В 1,2 км на запад от деревни расположен железнодорожный остановочный пункт Клишевичи, на линии Барановичи-Полесские — Лида, между станцией Новоельня и остановочным пунктом Яцуки.
Пролегает дорога Н-7825.
Ближайшие населённые пункты Морозовичи, Охоново и др.

### Гидрография
Река Клишевка.

## История
До 14 февраля 1977 года деревня входила в состав Охоновского сельсовета, до 13 июля 2007 года — в состав Торкачевского сельсовета.

## Население

### Численность
- 2009 год — 57 жителей

### Динамика
- 2009 год — 57 жителей (перепись населения)[4]

## Галерея
- Панорама
- Ж/д остановочный пункт Клишевичи